# SS Jeanne d’Arc
Société Sportive La Jeanne d’Arc w skrócie SS Jeanne d’Arc – reunioński klub piłkarski grający w reuniońskiej pierwszej lidze, mający siedzibę w mieście Le Port.

## Sukcesy
- I liga[1]:
  - mistrzostwo (1): 1952.

- Puchar Reunionu[2]:
  - zwycięstwo (4): 1952, 1958, 1960, 2001.

## Występy w afrykańskich pucharach
| Sezon | Rozgrywki                 | Runda | Kraj       | Klub                     | Dom | Wyjazd | Dwumecz |
| ----- | ------------------------- | ----- | ---------- | ------------------------ | --- | ------ | ------- |
| 2002  | Puchar Zdobywców Pucharów | 1     | Mauritius  | US Beau Bassin-Rose Hill | 1–0 | 0–0    | 1–0     |
| 2002  | Puchar Zdobywców Pucharów | 2     | Madagaskar | US Transfoot             | 3–1 | –      | 3–1     |

## Stadion
Domowe mecze klub rozgrywa na stadionie o nazwie Stade Georges Lambrakis w Le Port. Stadion może pomieścić 1020 widzów.